# Държавно устройство на Лихтенщайн
Лихтенщайн е конституционна монархия. Управлява се от княз Ханс-Адам II.
Това е единствената държава в Европа, в която жените все още нямат право да гласуват.

## Законодателна власт
Парламентът се състои от 25 депутати, избирани на всеки 4 години.